# True My Heart
《True My Heart》는 2007년 9월에 발매된 싱글이다. 아티스트는 'ave;new feat.사쿠라 사오리'로 실려 있다.
《true my heart》와 《kiss my lips》 두 곡이 수록되어 있다. 두 곡 다 ave;new의 음반에 수록되어 있었으나 싱글 앨범으로는 처음으로 발매되었다.

## 수록곡

### true my heart
- 작사: a.k.a.dRESS / 사쿠라 사오리
- 작곡・편곡: a.k.a.dRESS
- 2005년 발매된 어덜트 게임 Nursery Rhyme의 주제가. Lovable mix외에 premium, HARD dRESS STYLE, Lovable mix(Karaoke)가 함께 실려 있다.

### kiss my lips
- 작사・작곡・편곡: a.k.a.dRESS
- ave;new 2004년 앨범 inlay 수록곡.

## 트랙
1. true my heart -Lovable mix-
2. kiss my lips -Lovers EDIT-
3. true my heart -premium-
4. True My Heart -HARD dRESS STYLE-
5. true my heart -Lovable mix-(Karaoke)
6. kiss my lips -Lovers EDIT-(Karaoke)